# Германски институт за стопански проучвания
Германският институт за стопански проучвания (на немски: Deutsches Institut für Wirtschaftsforschung) е научен институт в Берлин, Германия.
Основан е през 1925 година от Ернст Вагеман с цел наблюдение и изследване на стопанските цикли и през следващите десетилетия се утвърждава като важен център на изследвания в областта на икономиката и икономическата политика. Днес институтът е независима организация с нестопанска цел, субсидирана от правителствата на Германия и Берлин.